# 尋秘不老泉
《尋秘不老泉》（英語：Fountain of Youth）是一部2025年美國搶劫冒險片，由蓋·瑞奇執導，詹姆斯·范德比爾特編劇，主演陣容包括約翰·卡拉辛斯基、娜塔莉·波曼、艾莎·岡薩雷及多姆納爾·格里森。劇情講述一對關係疏遠的兄妹踏上尋找著名的不老泉的旅程。
《尋秘不老泉》2025年5月23日透過串流媒體Apple TV+播出。

## 演員
- 約翰·卡拉辛斯基飾演路克·普渡（Luke Purdue）：夏洛特的哥哥。
- 娜塔莉·波曼飾演夏洛特·普渡（Charlotte Purdue）：路克的妹妹。
- 多姆納爾·格里森飾演歐文·卡佛（Owen Carver）
- 艾莎·岡薩雷飾演艾絲梅（Esme）
- 賴斯·艾隆索（英语：Laz Alonso）飾演派翠克·墨菲（Patrick Murphy）
- 阿里安·莫耶德（英语：Arian Moayed）飾演賈馬爾·阿巴斯探長（Inspector Jamal Abbas）
- 卡門·艾喬格飾演黛布·麥考爾（Deb McCall）
- 史丹利·圖奇飾演長老

## 製作
2023年3月，宣布戴克斯特·佛萊契將執導一部由詹姆斯·范德比爾特編劇的電影《不老泉》（Fountain of Youth）。2024年1月，佛萊契退出執導本片，蓋·瑞奇接任導演職務，約翰·卡拉辛斯基和娜塔莉·波曼參演。主要拍攝預定2024年初開始進行。多姆納爾·格里森、艾莎·岡薩雷於同月參演。2月，賴斯·艾隆索參演。3月，阿里安·莫耶德和卡門·艾喬格參演。
電影於2024年2月在曼谷展開拍攝，同年3月在維也納和路克索拍攝。

## 發行
《尋秘不老泉》2025年5月23日透過串流媒體Apple TV+播出。

## 外部連結
- 互联网电影数据库（IMDb）上《尋秘不老泉》的资料（英文）